# Anson (Texas)
Anson is een plaats (city) in de Amerikaanse staat Texas, en valt bestuurlijk gezien onder Jones County.

## Demografie
Bij de volkstelling in 2000 werd het aantal inwoners vastgesteld op 2556.
In 2006 is het aantal inwoners door het United States Census Bureau geschat op 2397,.